# 건축공학
건축공학(建築工學, 영어: architectural engineering, building engineering)은 "건축 구조", "건축 환경 계획", "건축 설비", 3가지 분야로 이루어져 있다.
- 기초공학
- 구조역학
- 재료역학

"건축 환경 계획"은 "건축 계획 원론"이라고도 한다. "건물 환경"은 실내 환경에 영향을 주어 음향, 채광, 조명, 일조, 온·습도등을 연구한다. "건축 설비"는 급배수, 전기 등이 있다.
건축공학(과)는 건축학(과)와는 달리 4년제 학과로 건축물의 구조역학, 재료역학, 시공과 관련된 분야에 중점을 둔다.
건축공학들 통해 될 수 있는 직업 : 건축학과는 건축물을 디자인하고 건설하는데 필요한 이론과 기술을 가르치는 학과이다. 이 과정을 통해 건축가, 건축기사, 건축 설계사 등 다양한 직업을 추구할 수 있다. 

## 같이 보기
- 건축학
- PEB 공법
  - 경주 마우나오션리조트 체육관 붕괴 사고